# Централна гара (Варшава)
Централната гара във Варшава (на полски: Warszawa Centralna) е основната железопътна гара в столицата на Полша.
Строежът ѝ започва през 1972 г. по проект на архитекта Арсѐнюш Романо̀вич и е завършена през 1975 г. Тя е гара на Варшавската диаметрала. Има 4 подземни перона с 8 релсови пътя и обслужва регионални (Koleje Mazowieckie), вътрешни (Przewozy Regionalne) и международни (PKP Intercity) линии. 

## История
Строежът на нова централна железопътна гара във Варшава на мястото на остарялата Главна гара, е приоритетен проект пред строителите на Полската народна република след 1970 г. Тогава се наблюдава икономически бум, захранван със заем от западни държави.
Проектът среща спънки в качеството на строителните работи, функционалността и сроковете на изпълнение. Плануваното завършване следва да съвпадне с официалното посещение на Леонид Брежнев в Полша през 1975 г. Кратките срокове водят до продължаващи през осемдесетте години довършителни и ремонтни работи по гарата, но въпреки това съоръжението впечатлява с автоматични врати, ескалатори и асансьори между платформите.
След конструктивен застой едва през 2010 – 2011 г. започва обновление, свързано с организирането на Европейското първенство по футбол. Понастоящем градската управа реализира нов план по разглобяване и преместване на станцията по-далеч от градския център до 2018. Този план е осъден от автори в полската и международната преса с оглед на архитектурната оригиналност и функционалност на сградата, а също така и поради факта, че Варшавсата централна гара е пример за полския архитектурен модернизъм.
Електронното табло на станцията е изключено за 24 часа поради millennium bug на 1 януари 2000 г., за да се смени засегнатият електронен чип.

## Местонахождение
Централната гара граничи с 2 други железопътни гари: на запад с Warszawa Śródmieście WKD – терминал на WKD околоградски линии на леко метро; на изток с Warszawa Śródmieście PKP, обслужвана от регионалните Koleje Mazowieckie и Szybka Kolej Miejska.

## Влакови линии
- EuroCity (EC): Берлин – Франкфурт-на-Одер – Жепин – Познан – Кутно – Варшава
- Варшава – Краков
- Варшава – Катовице
- Варшава – Познан